# 光叶箬竹
光叶箬竹（学名：Indocalamus hirsutissimus var. glabrifolius）为禾本科箬竹属下的一个变种。

## 扩展阅读
- 維基物種上的相關：光叶箬竹